# Nukleosom
Nukleosom je tjelešce koje čini kromatin. Okrugla je oblika. Čini ga osam histonskih molekula (oktamer). Obavija ih dvostruka uzvojnica DNK. Dvije nukleosomske jezgre spaja DNK spona i histon H1. Nukleosom je tehnički konsolidiranje nukleosomske jezgre i DNK spone koja je tik do. Ipak, riječ nukleosom se slobodno koristi samo za jezgru.